# Lepidoblepharis
Lepidoblepharis es un género de reptiles escamosos pertenecientes a la familia Sphaerodactylidae. Se encuentra en América Central y la mitad norte de América del Sur.
Son gecos pequeños. El nombre inglés de este género también significa gecos enanos. Todos los miembros de este género parecen ser diurnos, terrestres y sobre todo insectívoros. Los colores se extienden generalmente desde el beige al marrón o marrón oscuro.

## Especies
Se reconocen las siguientes:
- Lepidoblepharis buchwaldi Werner, 1910
- Lepidoblepharis colombianus Mechler, 1968
- Lepidoblepharis conolepis Avila-Pires, 2001
- Lepidoblepharis duolepis Ayala & Castro, 1983
- Lepidoblepharis festae (Peracca, 1897)
- Lepidoblepharis grandis Miyata, 1985
- Lepidoblepharis heyerorum Vanzolini, 1978
- Lepidoblepharis hoogmoedi Avila-Pires, 1995
- Lepidoblepharis intermedius Boulenger, 1914
- Lepidoblepharis microlepis (Noble, 1923)
- Lepidoblepharis miyatai Lamar, 1985
- Lepidoblepharis montecanoensis Markezich & Taphorn, 1994
- Lepidoblepharis nukak Calderón-Espinoza & Medina-Rangel 2016
- Lepidoblepharis oxycephalus (Werner, 1894)
- Lepidoblepharis peraccae Boulenger, 1908
- Lepidoblepharis ruthveni Parker, 1926
- Lepidoblepharis sanctaemartae (Ruthven, 1916)
- Lepidoblepharis williamsi Ayala & Serna, 1986
- Lepidoblepharis xanthostigma (Noble, 1916)